# Gogol Bordello
Gogol Bordello er et band fra New York som spiller en stil der bedst kan beskrives som sigøjnerpunk. Flere af medlemmerne er østeuropæiske indvandrere. Bandet blev dannet i 1996.
Sangeren er ukrainskfødte Eugene Hütz (DJ Hütz), som også spiller rollen som oversætter i filmen Alt er oplyst, originaltitel: Everything is Illuminated.

## Diskografi
- Voi-La Intruder – 1999
- Multi Kontra Culti vs. Irony – September, 2002
- Gogol Bordello vs. Tamir Muskat – Samarbejde med J.U.F., Hütz' sideprojekt. – August, 2004
- East Infection – Oktober, 2004
- Gypsy Punks Underdog World Strike – August, 2005
- Super Taranta – Udkom 10. juli 2007'

## Koncerter i Danmark
- Roskilde Festival 2003
- Stengade 30 (december 2005)
- Roskilde Festival 2006
- Vega (august 2006)
- Vega (november 2006)
- Vega (november 2009)
- Vega (Juni 2009)
- Roskilde Festival 2009
- Rådhuspladsen december 2009
- Store Vega, København – 2. December 2010
- Northside Festival juni 2013
- K.B. Hallen (januar 2025)